# Sten Åke Nilsson
Sten Åke Nilsson, född 9 april 1936 i Vinslöv, är en svensk konstvetare som är professor emeritus i konstvetenskap vid Lunds universitet.
Nilsson blev filosofie kandidat 1958, filosofie licentiat 1963 och disputerade 1967 i konsthistoria och konstteori vid Lunds universitet på doktorsavhandlingen Europeisk arkitektur i Indien 1750-1850.
Nilsson var verksam vid Nationalmuseum 1958–1959 och vid Arkiv för dekorativ konst i Lund 1963–1965. Han var docent vid Lunds universitet 1967–1973 och universitetslektor vid samma universitet 1973–1981. Han installerades som professor i konstvetenskap vid Lunds universitet 1981. Hans forskning berör främst arkitektur men även det svenska 1700-talets bildkonst och konstnären Carl Fredrik Hill. Han har skrivit åtskilliga böcker och hedrats med flera priser.

## Utmärkelser, ledamotskap och priser
- Ledamot av Kungl. Vitterhetsakademien (LHA)
- Hedersledamot av Konstakademien (HedLFrKA, 1990)
- Ledamot av Vetenskapssocieteten i Lund (LVSL, 1973, f.d. præses)[3]
- Axel Hirschs pris (1997)